# 大塭寮
大塭寮，原寫為大塭藔，是臺灣臺南市西港區的一個傳統地域名稱，位於該區西南部。相較於今日行政區，其範圍大致包括新復里西南大半部不含西南端、永樂里不含西端及東南端、南海里西部邊界地帶北段、竹林里西南端、劉厝里不含南端、竹橋里東北部凸出部分的東端，以及安定區新吉里西端、安南區佃東里東北部凸出部分的北端。
本地區境內主要聚落為新大塭藔（大塭寮）、新港、溪埔寮。

## 歷史
台灣日治初期，大塭寮地區為一街庄，稱為「大塭藔庄」（舊制街庄），隸屬於西港仔堡。該庄昔日北與劉厝庄為鄰，東與南海埔庄為鄰，南邊隔曾文溪河灘地與公親藔庄為界，西邊為竹仔港庄。
1901年（日治明治三十四年）11月11日，全台廢縣廳改設二十廳，該庄隸屬於鹽水港廳。1904年（明治三十七年）4月1日，該庄編入「劉厝區」，隸屬於鹽水港廳。1906年（明治三十九年）4月1日，鹽水港廳內管轄區域調整，該庄改隸屬於「西港仔區」。1909年（明治四十二年）10月25日，全台合併二十廳為十二廳，西港仔區改隸屬於臺南廳。1920年（大正九年）10月1日，全台地方制度大改正，廢十二廳改設五州二廳，該庄改制並雅化為「大塭寮」大字，隸屬於臺南州北門郡西港庄（新制街庄）。
戰後西港庄改制為西港鄉，隸屬於臺南縣，大字亦改制為村。1950年（民國39年）10月25日，雲、嘉、南分治，西港鄉仍隸屬於臺南縣。2010年（民國99年）12月25日，臺南縣、市合併為直轄臺南市，西港鄉改制為西港區。

## 聚落
本地區發展較早的聚落為舊大塭藔（已消失）、新大塭藔（大塭藔）、蚵殼港（已消失）、新港，在日治初期的官方地圖上已有記載。此外，本地區在曾文溪南側另有溪埔寮、大塭寮聚落。

## 交通
市道173號是麻豆至九塊厝的道路，經過本地區北部。由該道路東北行可前西港區西港市區、麻豆區，並止於麻豆市區的市道171號暨市道176號路口；西南行可前往七股區南部，並止於省道台61線暨市道173甲線終點路口。
區道南36線是十一份至麻豆寮的道路，其東側端點（終點）位於本地區北部近邊界地帶的區道南41線路口。
區道南40線是永樂至羨仔林的道路，其西側端點（起點）位於本地區中部的區道南41線路口。
區道南41線是佳里至永樂的道路，其南側端點（終點）位於本地區中部的區道南40線路口，由此向北會經過大塭藔聚落東側，其中部分路段與區道南42線共線。
區道南42線是北槺榔至南海埔的道路，經過本地區大塭藔、新港兩聚落，其中部分路段與區道南41線共線，部分路段與區道南43號共線。
區道南43線是中洲至新港的道路，其南側端點（終點）位於本地區中部偏東的區道南40線路口，由此向北北東會經過本地區的新港聚落，其中部分路段與區道南42線共線。

## 產業
- 新吉工業區（部分）